# Talmont-sur-Gironde
Talmont-sur-Gironde település Franciaországban, Charente-Maritime megyében. Lakosainak száma 83 fő (2022. január 1.). Talmont-sur-Gironde Arces, Barzan, Saint-Vivien-de-Médoc és Talais községekkel határos.

## Népesség
A település népessége az elmúlt években az alábbi módon változott:
| Lakosok száma | 115  | 79   | 83   | 79   | 96   | 105  | 100  | 100  | 96   | 83   |
|               | 1968 | 1982 | 1999 | 2006 | 2011 | 2015 | 2017 | 2018 | 2020 | 2022 |